# Königlich-Omanische Garde
Die Königlich-Omanische Garde (arabisch الحرس السلطاني العماني) ist die Leibgarde des Sultans  des Omans und Teil der omanischen Streitkräfte. Die Mannstärke beträgt 4500 bis 5000.

## Aufbau und Organisation
Die 1970 gegründete Einheit hat daneben die Aufgabe, an Kampfeinsätzen teilzunehmen (leichte Infanterie) und für repräsentative Zwecke zu dienen.
Zur RGO gehört eine Motorradstaffel für Eskorten des Sultans und hochrangige Staatsgäste.
Seit 1981 gehören mehrere Militärkapellen (Omani Royal Guard Military Band) in Brigadestärke zur RGO. Ein Teil hiervon, die Royal Cavalry Mounted Band ist die einzige Militärkapelle der Welt, die auf Kamelen reitet. Des Weiteren gibt es 100 Pferde, auf denen Musiker reiten. Zur RGO gehört auch eine Jazzband, ein Symphonieorchester sowie eine Musikschule.
Unterstellte Einheiten beinhalten 4 Regimenter, 1 Unterstützungsregiment, das Royal Guard of Oman Technical College (arabisch كلية الحرس السلطاني العماني التقنية) und das Musikkorps.

## Ausrüstung
Zur Ausrüstung gehören unter anderem:
- 9 Centauro-Panzer 120 mm (8×8)
- 56 Renault Véhicule de l’avant blindé (VAB) (6×6)
- MBDA VL MICA-Raketenwerfer

## Jahrestag
Der Jahrestag ist der 1. November (RGO Annual Day). Nach dem Aufmarsch werden neue Absolventen geehrt und Verdienstmedaillen an RGO-Soldaten verliehen. Veranstaltungsort ist das Kasernengelände (RGO parade ground).

## Sonstiges
Die königliche Schifffahrt wird vom Oman Royal Yacht Squadron betrieben. Die königliche Luftfahrt wird vom Royal Flight of Oman betrieben. Diese sind jeweils Organisationseinheiten des Hofes (Diwan).

## Abbildungen

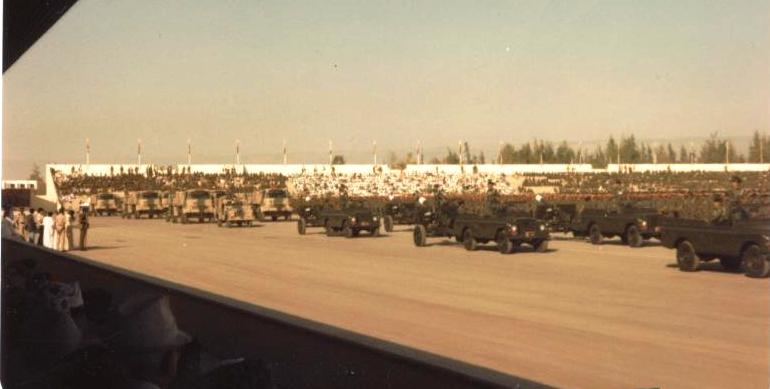
Militärparade in Oman mit Fahrzeugen der RGO (1981)
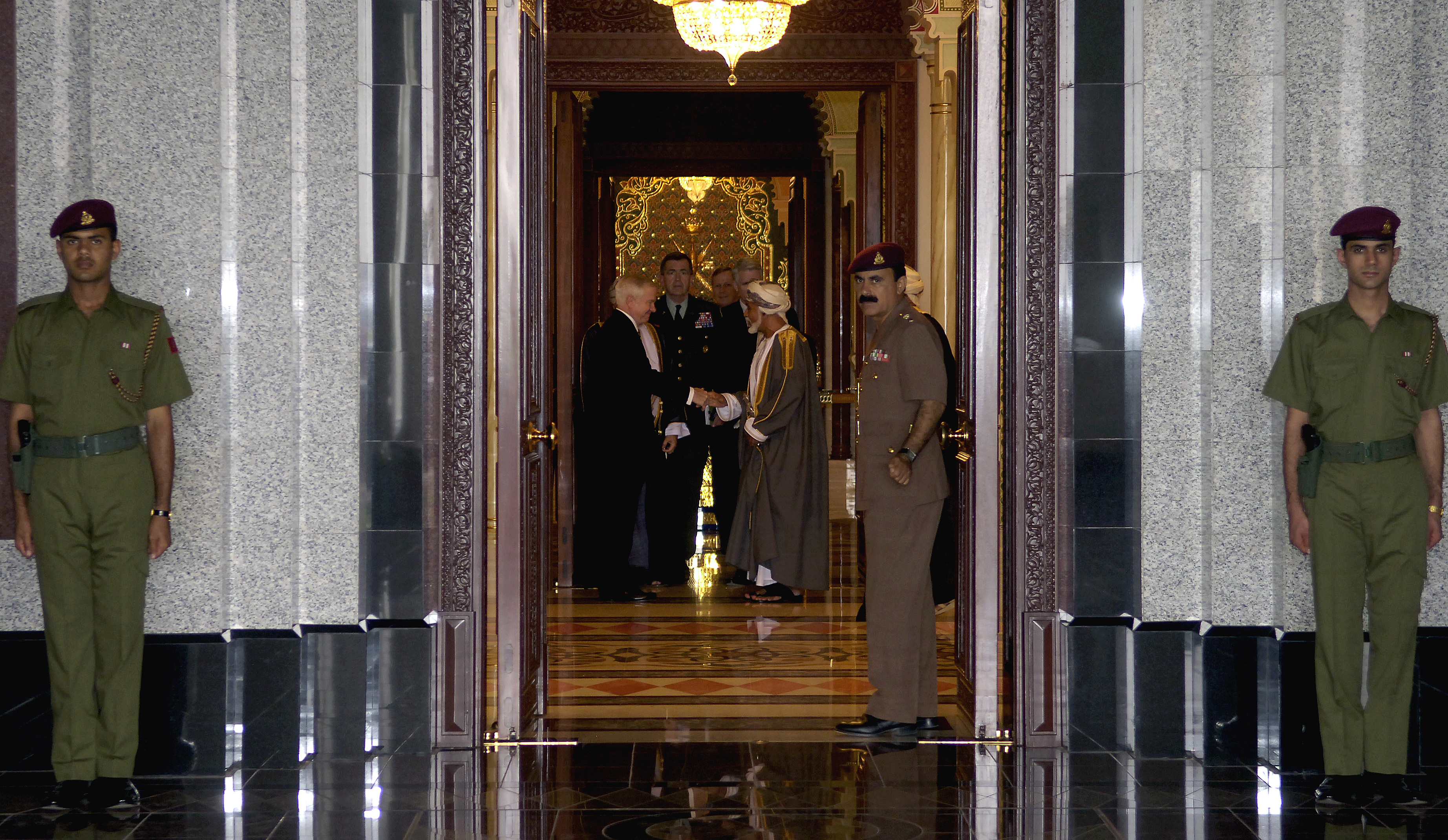
Soldaten der RGO als Wachposten bei einem Staatsbesuch (2008)
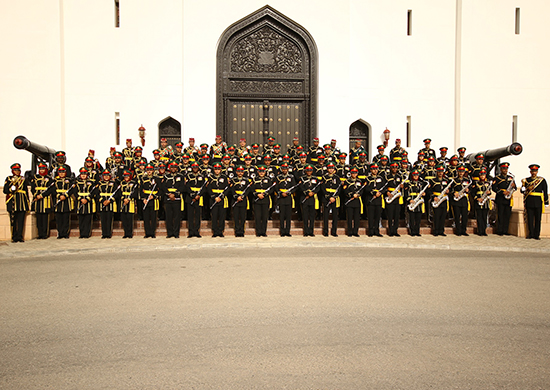
Musikkorps (2018)